# 새고려신문
새고려신문은 러시아 사할린섬의 주도 유즈노사할린스크에서 발행하는 한국어 신문이다. 사할린에서 한국어로 발행하는 유일한 신문이다. 총 8쪽으로 된 새고려신문은 매주 금요일 1,500부씩 발행한다. 1949년에 설립되었다. 처음엔 하바롭스크에서 «조선노동자(Корейский рабочий)»란 제목으로 발행되었다. 그 다음에 편집국을 유즈노사할린스크로 이전했다. 1991년부터 현재의 이름으로 바뀌었다.

## 같이 보기
- 사할린 우리말 방송국
- 사할린 한민족

## 참고 문헌
1. ↑  “«Новая корейская газета» отмечает 60-летний юбилей. Новости Дальнего Востока на PrimaMedia”. 2009년 8월 11일에 원본 문서에서 보존된 문서. 2011년 12월 7일에 확인함.